# Вербальная самозащита
Вербальная самозащита — искусство использования слов для предотвращения, деэскалации или прекращения агрессии, или защиты от оскорблений.
Вербальная самозащита используется также для поддержания психической и эмоциональной безопасности. Этот способ управления конфликтом предполагает также использование позы и языка тела, тона голоса и выбора слов как средств разрядки потенциально нестабильной ситуации, прежде чем она может вылиться в физическое противостояние.

## Обзор
Специалисты по вербальной самообороне дают разные определения данной техники и способов ее применения.  Иногда применяются сложные сценарии с целью  пресечения попыток манипуляции и завершения разговора. Словесная самооборона зачастую необходима для установления границ личного пространства. Оскорбительные типы общения, для противостояния которым предназначена вербальная самооборона, также сильно различаются.

## Основные компоненты
Большинство экспертов выделяют следующие ключевые элементы вербальной самообороны:
- Способность заранее выделять людей, ситуации и поведение, вызывающие неприятные чувства.
- Самоконтроль в конфликтной ситуации.
- Минимальный набор стандартных выражений, применимых в конфликтной ситуации[2].

## Полемика
Авторы и  инструкторы, предлагающие семинары и тренинги по словесной самообороне, расходятся во мнении относительно того, следует ли убеждать в чём-то оппонента, а также следует ли принимать во внимание последствия для оппонента.

### Убеждение или защита?
В теории словесной самозащиты существуют разногласия относительно того, включает ли техника защиты искусство убеждения оппонента. Некоторые авторы[какие?] считают, что словесная самооборона является искусством убеждения, однако современные авторы[какие?] с этим не согласны.
Современное определение словесной самозащиты утверждает, что тактика словесной защиты должна следовать концепции физической самозащиты. Эта мысль, взятая из идеологий боевых искусств, опирается на то, что словесная самооборона должна служить только для сохранения психического и эмоционального благополучия защищающегося. Кроме того, правильная техника вербальной самозащиты должна давать нападающему возможность «сохранить лицо».

## Общие приемы
Ведущие авторы в области вербальной самозащиты и техники защитного общения предлагают несколько различных методов разрядки потенциально нестабильных и/или конфликтных ситуаций.
Избегание
Осознавать ситуации, которые могут привести к словесному конфликту или оскорблениям, и стараться их избегать.
Отступление
После того, как вы вступили в спор, конфликтную ситуацию или подверглись словесной атаке, извинитесь и покиньте зону конфликта.
Отклонение
Смена темы или перенос акцента с конфликта на взаимодействие, чтобы избежать возражений или негативной реакции со стороны агрессора.
Компромисс
Предложение способов успокоить агрессора и / или устранить причины оскорбительного поведения.

## Словесное айкидо
Метод общения, основанный на философии айкидо и других мягких стилей боевых искусств. Этот метод разрешения конфликтов  предполагает установление партнерских отношений с  агрессором. Техники этого типа направлены на восстановление баланса межличностной динамики и/или на достижение положительного эмоционального результата в разговоре.
Специалист по общению Люк Арчер (Luke Archer) предлагает три основных этапа защиты:
1. Принятие атаки с «внутренней улыбкой»[6] (безмятежная внутренняя уверенность).
2. Сопровождение нападающего словесным Ирими (irmi) с целью выведения из равновесия[7]
3. Достижение энергетического баланса (айки)[7].

Практикующий вербальное айкидо с помощью специальных упражнений должен развивать чувства самоконтроля и уверенного стиля общения.

## Приложения
Метод вербальной самозащиты преподаются в полицейских академиях и при подготовке работников колл-центров, справочных служб, охранников торговых центров и тому подобное.

### Лечение депрессии
Американский психиатр Девид Бернс рекомендует технику вербальной самозащиты для предотвращения депрессивных эпизодов.

## Влиятельные мыслители
Значительный вклад в теорию и практику словесной самозащиты  внесли известные тренеры:
- Сюзетт Хаден Элгин[англ.] (1936–2015), автор книги The Gentle Art of Verbal Self-Defense («Мягкое искусство словесной самообороны»), была одним из первых авторов, использовавших этот термин. Утверждает, что словесная самооборона защищает от восьми наиболее распространенных типов словесного насилия и разряжает потенциальные словесные конфликты[9].
- Джордж Томпсон (George Thompson, 1941–2011), автор книги Verbal Judo («Словесное дзюдо»), развил  методы вербальной самообороны для офицеров полиции. Он был одним из ведущих специалистов по словесной тактике самообороны и обучал сотрудников правоохранительных органов[10].
- Дэниел Скотт (Daniel Scott), автор книги Verbal Self Defense for The Workplace («Вербальная самооборона на рабочем месте»), объединил концепции самозащиты с языковыми моделями нейролингвистического программирования[11].

### Комментарии
1. ↑  Бернс использует выражение «словесное дзюдо»